# 拓跋惠寿
拓跋惠寿（？—？），北魏宗室、官员，世系不详。

## 生平
兴安元年（452年）十一月，陇西郡屠各王景文等人仗着地势险要反叛北魏，设置王侯，魏文成帝诏令统万镇将南阳王拓跋惠寿和外都大官于洛拔都督四州的军队前往讨伐平定，将王景文的党羽三千多家迁徙到于赵魏地区。